# Ли, Маргарет (британская актриса)
Маргарет Ли (англ. Margaret Lee; урождённая Маргарет Гвендолин Бокс англ. Margaret Gwendolyn Box; 4 августа 1943 — 24 апреля 2024) — британская актриса, популярная исполнительница главных ролей в итальянском жанровом кино 1960—1970-х годов. Мать продюсера Роберто Малербы (от брака с Джино Малербой) и координатора производства Дамиана Андерсона.

## Начало карьеры
Маргарет Ли родилась в Вулвергемптоне (Англия) и получила образование в Академии театрального искусства Италии Конти в Лондоне; которую окончила в 1960 году. Затем для продолжения кинокарьеры переехала в Рим. Её кинодебют пришёлся на пеплум Огненные монстры против сына Геркулеса (1962), где она сыграла главную женскую роль, а её партнёром по площадке был бодибилдер Рег Льюис, но популярность ей принесли комедийные роли, благодаря которым Ли достигла «звёздного» статуса в Италии. Роскошная блондинка а-ля Мэрилин Монро, Ли провела первую половину 1960-х годов, снявшись в нескольких итальянских комедиях и пародийных лентах — некоторые участием популярного комедийного дуэта Франко Франки и Чиччо Инграссия. Вряд ли хоть один из этих фильмов попал в британский прокат и вообще был переведён на английский, но в Италии эти картины оказались довольно успешными, превратив Маргарет Ли в весьма известную киноактрису.

## Кино «про шпионов»
Примерно с середины 1960-х годов Маргарет Ли отходит от кинокомедий и начинает появляться в длинной череде картин в набиравшем популярность жанре «евроспай», где часто исполняет роли сексуальных роковых женщин. Её внешний вид также претерпел метаморфозу: сексапильная блондинка уступила место жгучей брюнетке. Среди самых известных картин этого периода: «Тигр душится динамитом» (1965) Клода Шаброля, «Агент 077: Ярость с Востока» (1965) Серджо Грико и «Целуй девчонок до смерти» (1966) Генри Левина.

## Международная карьера
Красота и талант Маргарет Ли привлекли внимание международного кинопродюсера Гарри Алана Тауэрса. Именно ему Ли обязана последующему прочному обоснованию на мировом экране. Тауэрс отобрал её в несколько своих проектов со «звёздными» составами, начиная с британского триллера «Цирк страха» (1966), поставленного Джоном Левеллином Моски. Затем последовала шпионская комедия «Наш человек в Марракеше» (1966) режиссёра Дона Шарпа, экшен «Пять золотых драконов» (1967) Джереми Саммерса, триллеры «Венера в мехах» (1969) и «Кровавый судья» (1970) Хесуса Франко и, наконец, драма «Портрет Дориана Грея» (1970) Массимо Далламано.
Партнёром Ли в нескольких из этих фильмов («Цирк страха», «Пять золотых драконов», «Каплан спасает свою шкуру» и «Венера в мехах») оказался знаменитый острохарактерный актёр Клаус Кински, «звезда» из обоймы Гарри Тауэрса. Тандем Кински-Ли оказался настолько удачным и популярным в Италии, что актёры продолжили сниматься вместе при любой возможности до начала 1970-х годов. Их совместная фильмография насчитывает 12 картин.
За исключением сотрудничества с Тауэрсом, Ли не принимала участия ни в каких других международных проектах, но в 1972 году появилась в качестве «приглашенной звезды» в британском сериале «The Protectors», в эпизоде «The Numbers Game».

## Телевидение

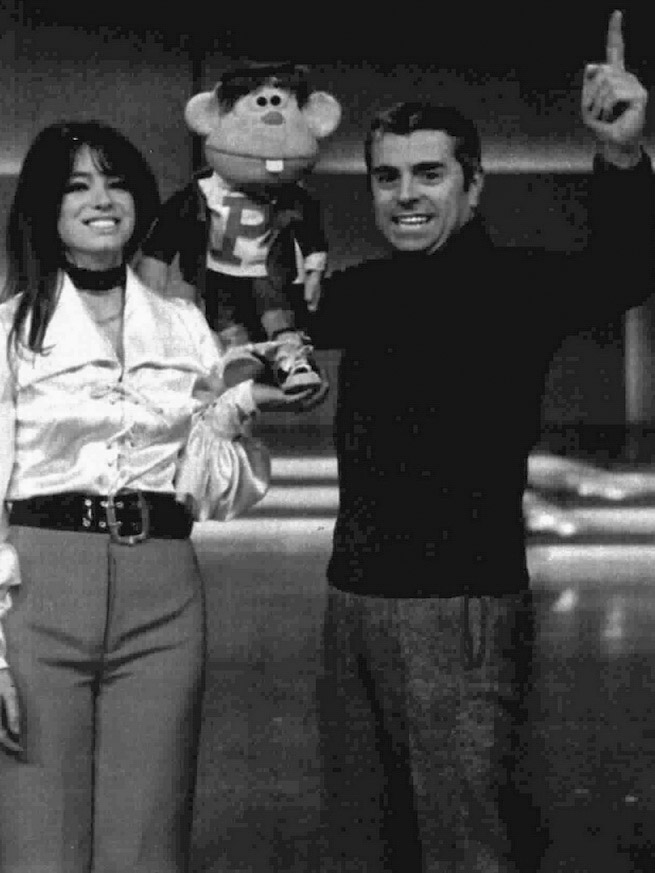
Маргарет Ли с Раффаэле Пизу и кукольным персонажем Проволино на итальянском телешоу

Маргарет ли была также популярна на итальянском телевидении в 1960-е годы, появляясь в качестве шоу-гёрл вместе с известным певцом Джонни Дорелли. Она снялась с Дорелли в его кинодебюте «Похождения Дореллика», также известном под названием «Как убить 400 Дюпонов» (1967).
В 1969 году Маргарет Ли в роли Золушки появилась в специальной программе итальянского телевидения «Золушка».

## Закат карьеры
К началу 1970-х годов, кинокарьера Ли скатывалась всё дальше к эксплуатационному кино; кульминацией стало её появление в крайне жестоком и топорно сделанном хорроре Фернандо Ди Лео «Зверь с холодной кровью» (1971), снова с Клаусом Кински. В 1974 году Маргарет Ли распрощалась с итальянским кинематографом, и затем вернулась в Англию. Однако на родине её карьера не возобновилась, и в 1981 году Ли снова приехала в Италию. Возрождения актрисы не произошло и здесь: в 1982 году она появилась в комедии Дино Ризи «Sesso по e volentieri» (1982), где воссоединилась со своим старым партнёром Джонни Дорелли. Следующий год закрыл её фильмографию невнятной криминальной комедией «Неаполитанской удар» (1983), после которой Ли оставила кинематограф уже окончательно.
Умерла 24 апреля 2024 года в возрасте 80 лет.

## Фильмография
- Maciste contro i mostri (a.k.a. Fire Monsters Against the Son of Hercules, 1962)
- I tre nemici (1962)
- Due samurai per cento geishe (1962)
- Totò di notte n. 1 (1962)
- Клеопатра (1963) — в титрах не указана
- Avventura al motel (1963)
- La ballata dei mariti (1963)
- Gli imbroglioni (a.k.a. The Swindlers, 1963), реж. Лучо Фульчи
- Sansone contro i pirati (a.k.a. Samson Against the Pirates, 1963)
- Siamo tutti pomicioni (1963)
- I quattro tassisti (1963)
- Vino whisky e acqua salata (a.k.a. Wine, Whiskey and Salt Water, 1963)
- Via Veneto (1963)
- Adolescenti al sole (1964)
- Due mattacchioni al Moulin Rouge (1964)
- I due pericoli pubblici (a.k.a. Two Public Enemies, 1964)
- In ginocchio da te (1964)
- I maniaci (a.k.a. The Maniacs, 1964), реж. Лучо Фульчи
- I marziani hanno dodici mani (a.k.a. The Twelve-Handed Men of Mars, 1964)
- Un mostro e mezzo (1964)
- La vedovella (1964)
- Agente 077 dall’oriente con furore (a.k.a. Agent 077: From the Orient with Fury, 1965)
- Casanova 70 (1965)
- I due sergenti del generale Custer (a.k.a. Two Sergeants of General Custer, 1965)
- Io uccido, tu uccidi (a.k.a. I Kill, You Kill, 1965)
- Letti sbagliati (1965)
- Le lit à deux places (a.k.a. The Double Bed, 1965)
- Il morbidone (a.k.a. The Dreamer, 1965)
- On a volé la Joconde (1965)
- На этот раз поговорим о мужчинах (a.k.a. Let’s Talk About Men, 1965)
- Questo pazzo, pazzo mondo della canzone (1965)
- Lo scippo (1965)
- La ragazzola (1965)
- Тигр душится динамитом (a.k.a. Our Agent Tiger, 1965)
- Le carnaval des barbouzes (a.k.a. Killer’s Carnival, 1966)
- Circus of Fear (1966) starring Christopher Lee
- Djurado (a.k.a. Johnny Golden Poker, 1966)
- Il ladro della Gioconda (a.k.a. The Mona Lisa Has Been Stolen, 1966)
- New York chiama Superdrago (a.k.a. Secret Agent Super Dragon, 1966)
- Наш человек в Марракеше (1966)
- Se tutte le donne del mondo (a.k.a. Kiss the Girls and Make Them Die, 1966)
- Tre notti violente (a.k.a. Web of Violence, 1966)
- Arrriva Dorellik (a.k.a. How to Kill 400 Duponts, 1967)
- Colpo maestro al servizio di Sua Maestà britannica (a.k.a. Master Stroke, 1967)
- Le Tigre sort sans sa mère (a.k.a. Da Berlino l’apocalisse and Spy Fit, 1967)
- Dick Smart 2007 (1967)
- Five Golden Dragons (1967)
- Franco, Ciccio e le vedove allegre (a.k.a. Franco, Ciccio and the Cheerful Widows, 1967)
- Le Soleil des voyous (a.k.a. Leather and Nylon, 1967)
- Banditi a Milano (a.k.a. Bandits in Milan, 1968)
- I bastardi (a.k.a. Sons of Satan, 1968)
- Coplan sauve sa peau (a.k.a. Coplan Saves His Skin, 1968)
- Pas de roses pour OSS 117 (a.k.a. OSS 117 — Double Agent, 1968)
- Questi fantasmi (a.k.a. Ghosts — Italian Style, 1968)
- Cry Chicago (a.k.a. ¡Viva América! or Mafia Mob, 1969)
- Пятеро в аду (a.k.a. Five for Hell, 1969)
- Двуликий (a.k.a. Double Face, 1969) starring Klaus Kinski
- Il Cenerentola (1969) — TV special
- Frau Wirtin hat auch eine Nichte (a.k.a. House of Pleasure, 1969)
- Sai cosa faceva Stalin alle donne? (a.k.a. What Did Stalin Do to Women?, 1969)
- Un sudario a la medida (a.k.a. A Candidate for a Killing, 1969)
- Венера в мехах (1969)
- Appuntamento col disonore (a.k.a. Rendezvous with Dishonour, 1970)
- Портрет Дориана Грея (1970)
- El juez sangriento (a.k.a. The Bloody Judge, 1970)
- Bano de sangre (a.k.a. Blood Bath) — unreleased
- Le belve (1971)
- Зверь с холодной кровью (a.k.a. Slaughter Hotel, 1971)
- Nokaut (a.k.a. The Rogue, 1971)
- Papesatan, papesatan aleppe (1973)
- Gli assassini sono nostri ospiti (a.k.a. The Killers Are Our Guests, 1974)
- La sensualità è un attimo di vita (1974)
- Sesso e volentieri (1982)
- Stangata napoletana (a.k.a. Neapolitan Sting, 1983)